# Guillaume Nolens

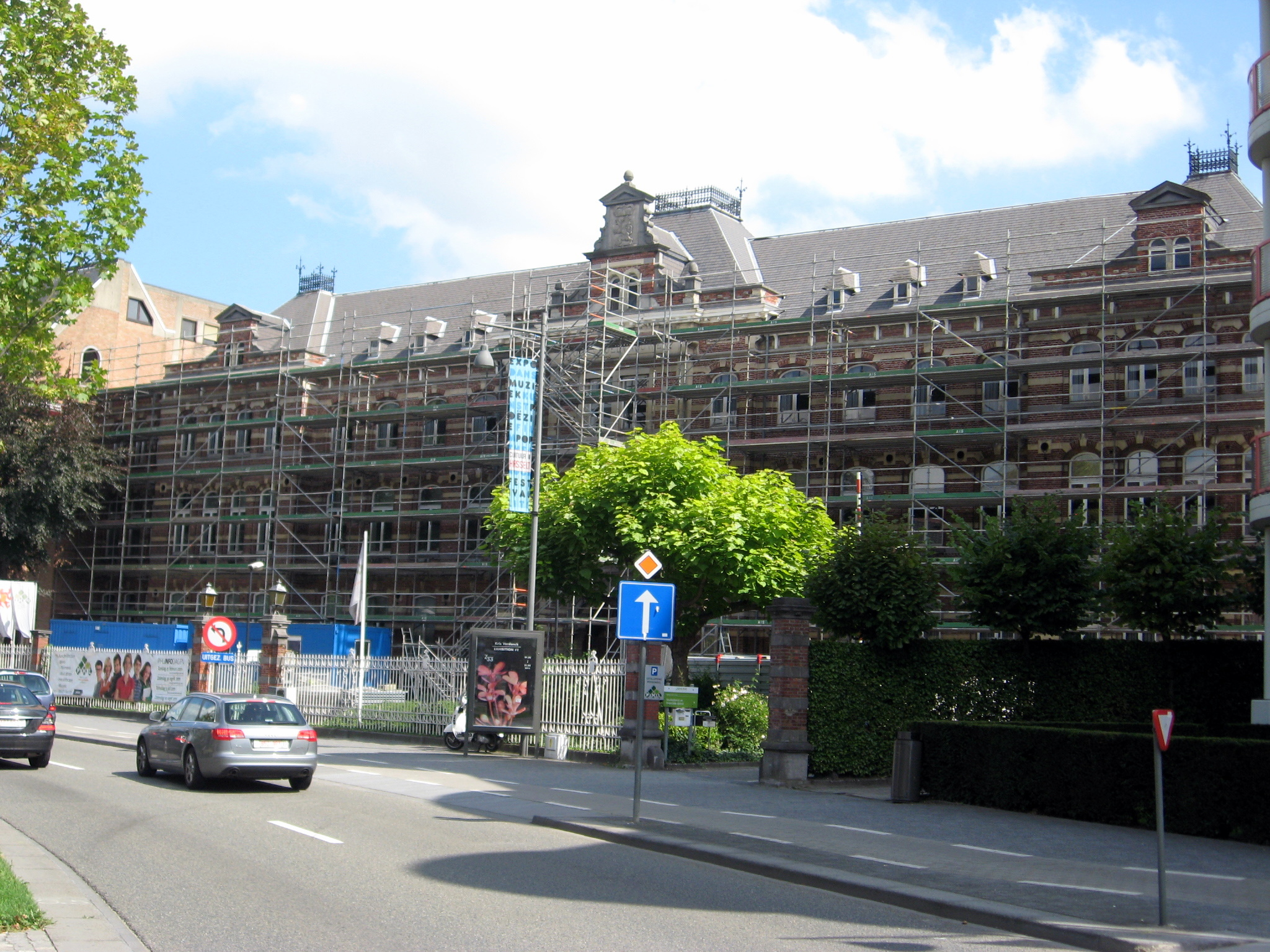
Provinciale School voor Vroedvrouwen

Guillaume Godfroid Emile Charles Nolens (Maaseik, 26 oktober 1872 - Hasselt, 18 maart 1941) was een Belgisch gynaecoloog die een pioniersrol vervulde in de provincie Limburg. Hij was de bezieler van de in 1913 geopende Provinciale School voor Vroedvrouwen waar hij lesgever en directeur was. Hij startte een jaar nadien met raadplegingen voor zuigelingen, een taak die pas vijf jaar later op nationaal gebied werd geregeld.

## Levensloop
Hij was de zoon van de uit Hasselt afkomstige belastingsambtenaar Edouard Nolens, die zich in Maaseik gevestigd had. Hij deed zijn middelbare studies aan het atheneum van Tongeren en studeerde daarna geneeskunde aan de Universiteit van Luik. Als tijdgenoot van Camille Huysmans was Nolens er lid van de Vlaamse studentenvereniging Onze Taal. Nadat hij zijn artsendiploma had behaald, specialiseerde hij zich verder in de gynaecologie onder Ferdinand Fraipont.
In 1900 vestigde Nolens zich als gynaecoloog te Hasselt en bouwde een drukke praktijk uit. Daarnaast publiceerde hij diverse artikels in het Bulletin van de Koninklijke Belgische Vereniging voor gynaecologie en verloskunde en in het Brusselse medische tijdschrift Bruxelles-médical.
In 1912 wist hij de Limburgse provincieraad te overtuigen om in Hasselt de Provinciale School voor Vroedvrouwen op te richten. De school werd het jaar nadien reeds geopend en naast de opleiding van vroedvrouwen werden er ook bevallingen uitgevoerd. Nolens was er lesgever en directeur. Achter de school liet hij stallen voor tuberculosevrije koeien bouwen met de bedoeling om de pasgeborenen van gezonde melk te kunnen voorzien. In 1914 startte hij al met raadplegingen voor zuigelingen, ruim vijf jaar voordat in België het Nationaal Werk voor Kinderwelzijn hiervoor werd opgericht.
Nolens was voorzitter van de Belgische Artsenvereniging Sint-Lucas en van de Belgische Vereniging voor Gynaecologie en Verloskunde en was een van de redacteuren onder leiding van professor Frans Daels van het werk Beginselen van de Praktische Verloskunde dat in 1936 verscheen.
Hij overleed op 68-jarige leeftijd in zijn woonhuis Het Paleys in de Maagdendries te Hasselt waar hij sinds 1912 zijn praktijk had uitgeoefend. De stad vernoemde in 2000 een straat naar hem.

## Familie
Nolens was de vader van een aantal gynaecologen en artsen. Hij was in 1905 gehuwd met de uit Stavelot afkomstige Irma Lhoist. Hij kreeg met haar een dochter en vijf zonen, die allen in zijn voetsporen traden. Willy (1907-1981) en Victor (1909-1986) werden eveneens gynaecoloog, Henry (1912-1999) was een chirurg, Paul (1921-1999) was een militair arts en Albert (1917-2006) werd tandarts.